# Slobodno zidarstvo u Ilirskim pokrajinama
Slobodno zidarstvo u Ilirskim pokrajinama obuhvaća povijest i djelovanje slobodnozidarskih loža na području koje je od 1809. do 1813. bilo pod francuskom upravom, kao dio reformi Napoleona Bonaparte i šireg utjecaja prosvjetiteljskih ideja u jugoistočnoj Europi. Ilirske pokrajine, koje su obuhvaćale dijelove današnje Hrvatske, Slovenije, Crne Gore, kao i Italije i Austrije, predstavljale su prostor gdje se susreću zapadnoeuropske kulturne i političke struje s lokalnim tradicijama.
Dolaskom francuske vlasti stvoreni su uvjeti za jačanje slobodnog zidarstva, koje je u to vrijeme u Francuskoj imalo snažnu društvenu i političku ulogu. Lože u Ilirskim pokrajinama okupljale su pripadnike francuske administracije, vojne časnike, ali i domaće intelektualce, trgovce i obrazovane građane. Njihovo djelovanje bilo je usmjereno na širenje prosvjetiteljskih vrijednosti poput slobode, jednakosti, bratstva i društvenog napretka, ali je istodobno bilo podređeno političkim interesima francuske vlasti.
Unatoč kratkom razdoblju postojanja Ilirskih pokrajina, slobodno zidarstvo ostavilo je trajan trag na kulturnom i intelektualnom razvoju regije te poslužilo kao most prema kasnijem razvoju slobodnog zidarstva u habsburškim zemljama.

## Povijest
Za vrijeme uspostave Ilirskih pokrajina pod vlašću Napoleona Bonaparte, viđeniji suradnici francuskih vlasti u dijelu Hrvatske južno od Save su članstvom u više loža, koje su se osnivale uz važnije vojne garnizone, dokazivali uključenost u elitu Francuskog Carstva; ta je elita u slobodno zidarstvo bila uključena praktično bez iznimke.
Prva Loža "Eugen Napoleon" bila je osnovana u Zadru 23. ožujka 1806. godine. Do 1809. godine radi pod okriljem Velikog orijenta Italije, a od 1809. radila je pod zaštitom Velikog orijenta Francuske. Pravila Lože izašla su 7. siječnja 1808. godine u nakladi od 600 primjeraka. Pored tri simbolička stupnja imali su i stupanj viteza ružinog križa. Jezik lože bio je francuski, a možda i talijanski. Loža je radila do 1813. godine i u njoj je bilo više od 30 članova.
Loža u Splitu nepoznatog imena utemeljena je 1806. godine. Osnutak lože odobrio je Veliki orijent Italije. U loži su bili i članovi iz Trogira i Makarske. U loži je radilo više od 50 slobodnih zidara, i to na francuskom jeziku sve do do 1813. godine.
Loža "Prijatelji istine" u Kotoru osnovana je 1807. godine na poticaj francuskog časnika Martela i dubrovačkog svećenika Ignjata Bana. Loža je pripadala Velikom orijentu Francuske. Braća su radila u domu kneza Beskuća. Kasnije su se neki članovi lože javno odrekli pripadnosti slobodnom zidarstvu. U Dubrovniku je utemeljena Loža "Ilirska zvijezda" 1808. godine dobivši zaštitu Velikog orijenta Francuske. Poznate starješine Lože bili su Karlo Bajamonti, Vlaho Brnja i Vlaho Kaboga. Loža je imala više od 30 članova i radila je do 1813. godine. Član ove lože je bio i pjesnik Antun Kojović.
Loža u Šibeniku nepoznatog imena utemeljena je 1809. godine. Bilo je primjedaba na njezin neispravan rad te je stavljena pod zaštitu zadarske lože. U njoj je radilo samostalno više od 20 članova. Loža u Rijeci nepoznatog imena utemeljena je također 1809. godine. U ovoj loži pod zaštitom Velikog orijenta Francuske radilo je 30 članova. Iste 1809. godine u Karlovcu je utemeljena Loža "Sveti Ivan Hrvatski" i to na poticaj ljubljanske lože. Starješina je bio Nizozemac Ivan Viererdeels, koji je došao iz riječke lože. U loži je radilo 30 članova. Šibenska, riječka i karlovačka loža su radile do 1813. godine.
Nakon poraza Francuskog Carstva u bitci kod Leipziga i ukinuća Ilirskih provincija 1813. godine i povratka austrijskih carskih vlasti na tom su području sve lože prestale raditi, a austrijske su vlasti počele progoniti slobodne zidare.

## Lože
Veliki orijent Francuske je između 1809. i 1813. godine imao desetak loža na području Ilirske pokrajine, odnosno na područjima koja danas pripadaju Sloveniji (Ljubljana, Kopar), Hrvatskoj (Zadar, Split, Dubrovnik, Šibenik, Rijeka, Makarska, Poreč i Karlovac) i Crnoj Gori (Kotor) i to:

### Današnja Hrvatska
- Loža "Eugen Napoleon" (Loge de Eugene Napoleon), Zadar
- Loža nepoznatog imena, Split
- Loža "Ilirska zvijezda" (Loge l' Étoile Illyrienne), Dubrovnik
- Loža nepoznatog imena, Šibenik
- Loža nepoznatog imena, Makarska
- Loža "Pravi prijatelji cara Napoleona i rimskog kralja", Rijeka
- Loža "Sveti Ivan hrvatski" (Loge de Saint Jean de Croatie), Karlovac
- Loža "Sveti Napoleon ilirski", Poreč

### Današnja Slovenija
- Loža "Maslina s Levanta" (Loge de Olivier du Levant; sloven. Loža Levantinska oljka), Kopar[8]
- Loža "Pravo prijateljstvo" (Loge la partfaite Amitié), Ljubljana[8]
- Loža "Prijatelji rimskoga kralja i Napoleona"  (Loge les Amis du Roi de Rome et de Napoleon; sloven. Prijatelji rimskega kralja in Napoleona), Ljubljana[8]

### Današnja Crna Gora
- Loža "Prijatelji pobjede" (Loge de St. Jean sous le titre destinctif des Amis de la victorie), Kotor

## Poznati slobodni zidari
Neki od poznatih slobodnih zidara koji su bili članovi loža u doba Ilirskih pokrajina su:
- Antun Kojović (1751. – 1845.), pjesnik